# Salchicha Oxford

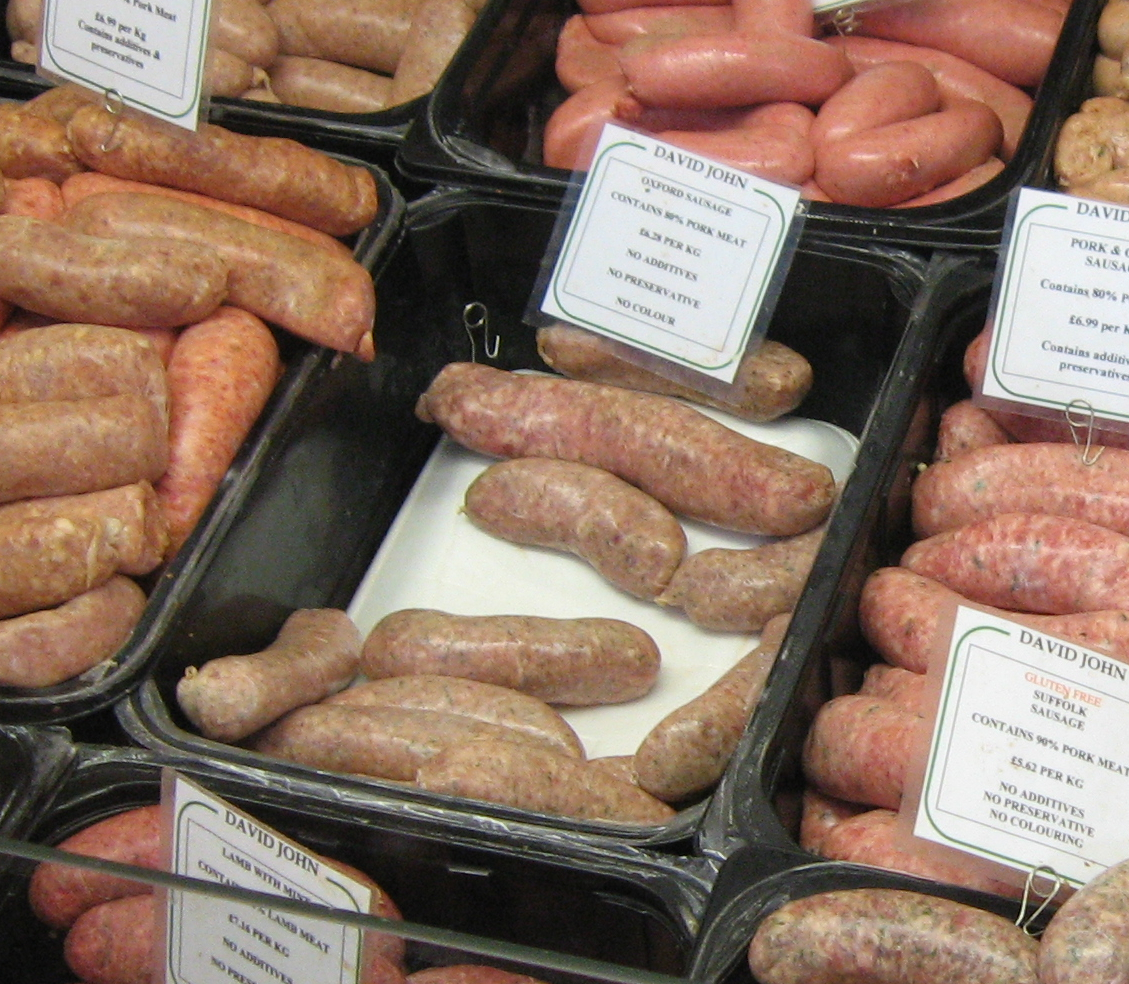
Salchichas Oxford a la venta en The Covered Market (Oxford).

La salchicha Oxford es una variedad distintiva de salchicha de cerdo y ternera habitualmente asociada con la ciudad inglesa de Oxford, donde se cree que fue desarrollada. Tradicionalmente las salchichas de Oxford son notables por la adición de ternera, en contraste con muchas salchichas británicas que solo contienen cerdo, y por su alto contenido en especias. Las referencias al estilo Oxford de salchichas se remontan al menos hasta principios del siglo XVIII, pero se popularizó más ampliamente tras su inclusión en Mrs Beeton's Book of Household Management, publicado en 1861.

## Historia
La primera referencia publicada a una salchicha parecida a la moderna salchicha de Oxford es de John Nott en su libro The Cook's and Confectioner's Dictionary: Or, the Accomplish'd Housewife's Companion, publicado en Londres en 1723. En el libro de Nott, cocinero del Duque de Bolton, se llama a la salchichas Oxford Skates (o Kates, según aparecen en el índice). No está claro si era una receta local o fue creada por Nott, pero para finales del siglo XVIII la naturaleza condimentada de la salchicha de Oxford había entrado a la cultura popular hasta tal extremo que Thomas Warton usó The Oxford Sausage como título para su compilación de versos satíricos y políticos ‘muy picantes’, publicado en 1764 y reimpreso varias veces en los siguientes 50 años. Diversas variantes de la receta fueron publicadas con el paso de los años, hasta que Isabella Beeton eligió el estilo Oxford como ejemplo de una salchicha de cerdo típica en su libro de 1861 Book of Household Management. Con la popularidad de este libro la receta alcanzó una difusión aún mayor, y la salchicha Oxford se comercializó durante una época como plato preparado y enlatado. Sin embargo, con el auge de la producción en masa, los supermercados y la distribución global, la salchicha Oxford perdió popularidad. El reciente resurgimiento de los platos regionales han provocado la resurrección de la salchicha Oxford, aunque en una forma revisada.

## Ingredientes y elaboración
Como con la mayoría de los platos regionales, diferentes recetas de salchicha Oxford varían en muchos aspectos, pero todas tienen una lista de ingredientes parecida. La salchicha Oxford moderna se considera típicamente compuesta por una mezcla de cerdo y ternera, condimentada con limón y hierbas. La receta de Nott de 1723 usa carne de cerdo o ternera (no ambas) condimentada con sal, pimienta, clavo, macis y salvia. Estas especias también figuran en muchas otras recetas de finales del siglo XVIII y principios del XIX, siendo el macis o nuez moscada (procedentes del mismo fruto) un ingrediente consistente. La receta de Mrs. Beeton sigue en general la misma fórmula, excepto porque emplea una mezcla a partes iguales de cerdo y ternera, añadiendo una cantidad parecida de sebo de ternera. Beeton también añade limón, aunque no fue la primera en hacerlo. Aunque muchos productores modernos conservan la receta tradicional, debido a preocupaciones sanitarias algunos han reemplazado la ternera por cordero, mientras otros usan solo cerdo.
En su forma original, la salchicha Oxford no tenía tripa, sino que se le daba forma a mano y se enharinaba antes de freírla. Sin embargo, las modernas se embuten en tripa natural de cerdo u oveja. Beeton menciona ambas variantes.